# Kersics Anka
Kersics Anka („A sokác fülemüle”, férjezett nevén Scardanas Jean Eleonomosné, horvátul: Anka Kršić) (Mohács, 1921. december 15. – Mohács, 1997. március 30.) magyarországi sokác opera- és népdalénekes.

## Pályafutása
A Liszt Ferenc Zeneművészeti Főiskolán 1949 és 1956 között Révhegyi Ferencné (ének), Kodály Zoltán és Vaszy Viktor tanítványa volt.
Kezdetben a Magyar Néphadsereg Művészegyüttesének, majd a Magyar Rádiónak, később az Országos Filharmóniának volt szólistája. Európa-szerte vendégszerepelt. Az ő kezdeményezésére gyűjtött Mohácson Kodály népdalokat.
1980-ban Zeneakadémiától a karavánszerájig címmel televíziós portréfilm készült róla. 2002-ben szülővárosában emléktáblát avattak a Sokác Olvasókör épületében.

## Díjai, elismerései
- VIT-díj (Moszkva, 1957)
- Munka Érdemrend (1981)

## Külső hivatkozások
- Tanac gyűjtése